# Levin Goldschmidt
Levin Goldschmidt (født 30. maj 1829 i Danzig, død 16. juli 1897 i Wilhelmshöhe, Kassel) var en tysk
retslærd.
Goldschmidt blev 1851 Dr. jur. i Halle a. S., derefter i praktisk virksomhed, 1855 privatdocent i Heidelberg, 1860 ekstraordinær professor, 1866 ordentlig professor sammesteds, 1870 medlem af den nyoprettede Rigsoverhandelsret i Leipzig, 1875 ordentlig professor i Berlin.
Som retslærd, en af Tysklands største i 19. århundrede, indleder Goldschmidt en ny epoke i tysk handels-, sø- og vekselrets historie. Ligesom Thöl udgik han fra den romerske ret, og en række af hans arbejder — Studien zum Besitzrecht i festskrift til Gneist (Berlin 1888) og andre — belyser navnlig formueretlige afsnit af den romerske retsudvikling.
Som handelsretslærer skabte Goldschmidt i Zeitschrift für das gesamte Handelsrecht (1858 ff.) et af sin tids vigtigste centralorganer for det af dette omfattede område; både teori og praksis, inden- og udenlandsk lovgivning og litteratur faldt inden for dette tidsskrifts interessesfærer.
I sin banebrydende Handbuch des Handelsrechts (I, 1. og 2. afdeling 1864-68, 2. oplag 1874 og 1883, 3. oplag af bind I, 1. afdeling, 1. levering under titel: Universalgeschichte des Handelsrechts 1891), formede han et værk af blivende værd, trods det aldrig blev fuldført. I den sidste omarbejdelse til en handelsrettens universalhistorie fremdrog han helt ny synspunkter angående den gængse opfattelse af romernes indsats i handelens og handelsrettens historie.
For den retssammenlignende metode var Goldschmidt en ivrig talsmand, ikke blot af teoretiske, men også af praktiske grunde. Foruden en del retsbetænkninger og lignende kan af Goldschmidts øvrige produktion fremhæves Der Lucca-Pistoja-Aktien-Streit (1859), Encyklopädie der Rechtswissenschaft im Grundriss (1862), Das drei-jährige Studium der Rechts- und Staats-Wissenschaften (1878), System des Handelsrechts mit Einschluss des Wechsel-, See- und Versicherungsrechts im Grundriss (1887, 4. oplag 1898), Rechtsstudium und Prüfungsordnung (1887), Alte und neue Formen der Handels-gesellschaft (1892) og mange andre.
I 1874 blev Goldschmidt referent i kommissionen angående en ny borgerlig lovbog. Også i det politiske liv deltog han. Hans europæiske anseelse skaffede ham plads i Institut de droit international, for hvilket han udarbejdede et reglement for internationale voldgiftsdomstole (1874—75). Efter Goldschmidts død udgavs hans Vermischte Schriften (I—II 1901) med indledning af Herman Veit Simon og udførlig bibliografi (bind I, s. 1—22).